# 尚重镇
尚重镇，是中华人民共和国贵州省黔东南苗族侗族自治州黎平县下辖的一个乡镇级行政单位。

## 行政区划
尚重镇下辖以下地区：
尚重社区、务弄村、顿路村、宰蒙村、尚重村、绞洞村、已登村、壮巴村、平干村、宝堂村、旧洞村、岑门村、绍洞村、高冷村、西迷村、朱冠村、杨类村、归得村、归养村、龙溪村、上洋洞村、下洋洞村、岑埂村、育洞村和美德村。

## 中国传统村落
- 2012年，高冷村、幻登村、绍洞村、育洞村、朱冠村被评为首批“中国传统村落”。
- 2013年8月，岑门村、顿路村、归德村、旧洞村、上洋村、下洋村、西迷村、宰蒙村被评为第二批中国传统村落。